# Alan Riou
Alan Riou (Lannion, 2 de abril de 1997) es un ciclista profesional francés. Desde 2025 corre para el equipo francés Saint Michel-PREFERENCE HOME-Auber93 de categoría Continental.

## Palmarés
2018
- 1 etapa del Tour del Porvenir

2021
- Clásica de Loire-Atlantique

## Resultados en Grandes Vueltas
| Carrera | Carrera         | 2019 | 2020 | 2021 | 2022 | 2023  | 2024  |
| ------- | --------------- | ---- | ---- | ---- | ---- | ----- | ----- |
|         | Giro de Italia  | —    | —    | —    | ―    | 116.º | 142.º |
|         | Tour de Francia | —    | —    | ―    | —    | —     | —     |
|         | Vuelta a España | —    | ―    | ―    | ―    | —     | —     |

—: no participa

Ab.: abandono

## Equipos
- Fortuneo-Oscaro (stagiaire) (2017)[2]
- Arkéa[3][4] (2019-2024)
  - Arkéa Samsic (2019-2023)
  - Arkéa-B&B Hotels (2024)
- Saint Michel-PREFERENCE HOME-Auber93 (2025-)